# سمت مسافر
سمت مسافر (به انگلیسی: Passenger Side) فیلمی محصول سال ۲۰۰۹ و به کارگردانی مت بیسونت است. در این فیلم بازیگرانی همچون آدام اسکات، جوئل بیسونت، رابین تونی، گیل هارولد و پنه‌لوپه آلن ایفای نقش کرده‌اند.